# Михайлов, Евгений Николаевич
Евге́ний Никола́евич Миха́йлов (род. 18 января 1947, Казань) — российский дипломат. Чрезвычайный и полномочный посол (1994).

## Биография
Окончил Московское высшее техническое училище им. Н. Э. Баумана (1969) и Дипломатическую академию МИД СССР (1985). Владеет английским языком. Работал в Центральном институте авиационного моторостроения им. П. И. Баранова, затем на комсомольской работе.
В октябре 1980 года с должности первого секретаря Москворецкого райкома ВЛКСМ отправлен 2-м секретарём посольства и исполняющим обязанности секретаря созданной объединённой комсомольской организации советских коллективов и учреждений в Афганистане. С 1985 года — первый секретарь сектора Афганистана отдела стран Среднего Востока МИД, исполняющий обязанности заведующего секретариатом Комиссии Политбюро ЦК КПСС по Афганистану.
- В 1991—1994 годах — генеральный консул СССР, затем России в Мазари-Шарифе (Афганистан).
- С 21 сентября 1994 по 20 сентября 1996 года — чрезвычайный и полномочный посол Российской Федерации в Республике Мальта[1][2].
- С 22 мая 1996 по 8 июня 1998 года — полномочный представитель президента Российской Федерации по Таджикистану[3][4].
- С 6 апреля 1998 по 29 декабря 2001 года — чрезвычайный и полномочный посол Российской Федерации в Ирландии[5][6].
- С 17 июля 2002 по 1 февраля 2012 года — постоянный представитель Российской Федерации при Евразийском экономическом сообществе (ЕврАзЭС)[7][8].

## Дипломатический ранг
- Чрезвычайный и полномочный посланник 2 класса (3 июля 1991)[9].
- Чрезвычайный и полномочный посланник 1 класса (24 апреля 1993)[10].
- Чрезвычайный и полномочный посол (20 июля 1994)[11].

## Классный чин
- Действительный государственный советник Российской Федерации 3 класса (11 августа 1997)[12].

## Награды
- Орден «За личное мужество» (28 февраля 1994) — За мужество и самоотверженность, проявленные при исполнении служебного долга в условиях, сопряженных с риском для жизни[13].
- Медаль ордена «За заслуги перед Отечеством» II степени (16 апреля 1997) — За заслуги перед государством, многолетний добросовестный труд и большой вклад в укрепление дружбы и сотрудничества между народами[14].